# Chris Matthews (Footballspieler)
Christopher Douglas „Chris“ Matthews (* 6. Oktober 1989) ist ein ehemaliger US-amerikanischer Canadian-Football- und American-Football-Spieler auf der Position des Wide Receivers. Er spielte zuletzt für die Calgary Stampeders in der Canadian Football League (CFL).

## Karriere

### College
Matthews besuchte die Susan Miller Dorsey High School in Los Angeles, wo er für die Schulmannschaft als Tight End und Defensive End auflief. Er ging im Anschluss auf die University of California, Los Angeles (UCLA) und spielte College Football für die UCLA Bruins. Später wechselte er auf das Los Angeles Harbor College (LAHC), ein Junior College. Auf der LAHC wechselte Matthews auf die Position des Wide Receiver.
2009 wechselte Matthews auf die University of Kentucky, wo er bei den Kentucky Wildcats spielte. Er erreichte 2009 354 Yards nach 32 Fängen, wobei er 3 Touchdowns erzielte. 2010 hatte Matthews 61 Passfänge und erreichte 925 Yards bei 9 Touchdowns.

### NFL

#### Cleveland Browns und Iowa Barnstormers
Nachdem Matthews im NFL Draft 2011 nicht gedraftet wurde, verpflichteten die Cleveland Browns Matthews als Free Agent. Nach den Training Camps wurde er entlassen.
Daraufhin spielte Matthews 2012 für die Iowa Barnstormers in der Arena Football League. Er fing 36 Pässe, wobei er 472 Yards und 9 Touchdowns für die Barnstormers erreichte.

#### Winnipeg Blue Bombers
2012 unterschrieb Matthews bei den Winnipeg Blue Bombers aus der Canadian Football League (CFL). In seiner ersten Saison spielte er in allen 18 Spielen, wobei er 1,192 Yards in 81 Fängen erreichte, wobei er 7 Touchdowns erzielte. Er gewann dadurch den CFL's Most Outstanding Rookie Award.
2013 verletzte sich Matthews, weshalb er an nur vier Spielen teilnehmen konnte. Er erreichte 138 Yards und einen Touchdown. Nach der Saison lief sein Vertrag aus und er war ein Free Agent.

#### Seattle Seahawks
Matthews wurde 2014 zu einem Probetraining bei den Seattle Seahawks eingeladen. Am 18. Februar 2014 unterschrieb Matthews einen Vertrag bei den Seahawks. Nach der Preseason wurde er entlassen, doch einen Tag später für den Practice Squad verpflichtet. Am 6. Dezember 2014 wurde er in den Hauptkader berufen. Er spielte in drei Spielen ohne je einen Pass zu fangen.
Im NFC Championship Game 2015 gegen die Green Bay Packers eroberte Matthews einen Onside Kick, wodurch er den Seahawks ermöglichte das Spiel zu gewinnen und in den Super Bowl XLIX einzuziehen. Dort machte Matthews seinen ersten Fang in der NFL. Insgesamt gelangen ihm ein Touchdown bei 109 Yards Raumgewinn.

#### Baltimore Ravens
Nachdem die Seahawks Matthews am 17. November 2015 entlassen hatte, nahmen ihn die Baltimore Ravens in ihr Practice Squad auf. Am 12. Dezember 2015 wurde er in den Hauptkader befördert. Am 3. September 2016 wurde Matthews von den Ravens auf der Injured Reserve List platziert, womit die Saison 2016 für ihn vorzeitig beendet war. Zu Beginn der Saison 2017 wurde Matthews in der finalen Rosterverkleinerung entlassen. Bereits zwei Tage danach wurde er jedoch wiederverpflichtet, nachdem sich Maurice Canady verletzte. Er fing drei Pässe für 25 Yards und wurde hauptsächlich in den Special Teams eingesetzt, ehe er am 3. November 2017 erneut entlassen wurde.

### Calgary Stampeders
Im Oktober 2018 verpflichteten die Calgary Stampeders Matthews. In vier Spielen fing er 12 Pässe für 252 Yards und einen Touchdown. In der Postseason konnte er sieben Pässe für 98 Yards erzielen, vier Fänge für 59 Yards davon im 106th Grey Cup, den er mit den Stampeders gewann. Im Dezember 2018 wurde er entlassen, um seine NFL-Chancen zu erkunden.

### Rückkehr zu den Winnipeg Blue Bombers
Zur Saison 2019 erhielt Matthews von den Blue Bombers einen Dreijahresvertrag. Er spielte sechs Spiele, in denen er 12 Pässe für 180 Yards und einen Touchdown fing, ehe er Ende August 2019 entlassen wurde.

### Montreal Alouettes
Zwei Tage nach seiner Entlassung wurde Matthews von den Montreal Alouettes verpflichtet. Hier sah er jedoch kaum Einsatzzeit.